# Cardamine scaposa
Cardamine scaposa är en korsblommig växtart som beskrevs av Adrien René Franchet. Cardamine scaposa ingår i släktet bräsmor, och familjen korsblommiga växter. Inga underarter finns listade i Catalogue of Life.